# ランドサット4号
ランドサット4号 (英語: Landsat 4)はアメリカ合衆国の地球観測衛星。ランドサット計画の4機目の衛星で1982年7月16日に打ち上げられた。当初の目標は汎世界的な衛星イメージのアーカイブを提供することであった。
ランドサット計画はNASAによって運営されたが、ランドサット4号のデータはアメリカ地質調査所が収集、配布した。ランドサット4号の科学的運用は衛星が科学的データを送信する能力を失ったため、設計寿命を5年すぎた1993年12月14日に終了した。衛星の安全運行のための遠隔測定と追跡は2001年6月15日に退役するまでNASAによって維持され、継続された。

## 特徴
ランドサット4号は85Mビット/秒の最大送信帯域幅を持ち、マルチスペクトラルスキャナー(MSS)が新型に変更され、画像用放射計(Thematic Mapper、TM)センサーが搭載された。分解能は最大30mであった。
打ち上げから短期間の内に、ランドサット4号は太陽光電池の半分からの給電能力と科学データを直接地上に送信する能力を失い、予想よりも早く失敗に終わる可能性があった。このため、ランドサット4号と同じ仕様でランドサット5号を早く打ち上げることとなった。しかし、データ中継衛星を利用するTDRSシステムが稼動を開始したことによって、ランドサット4号の科学的運用は再開されることとなり、1986年1月にはスタンバイの状態となった。ランドサット5号がTDRSとのリンクをやめた後、ランドサット4号は衛星データの国際的なカバーを提供するため1987年に運用状態に戻された。TDRSとのリンクを得たことで地上局への視線を越える画像領域能力がもたらされ、1993年にTDRSとのリンクを失うまで運用を継続し、その後科学データの送信を終了した。
ランドサット4号はランドサット計画でTMセンサーを組み込んだ初めての衛星であった。ランドサットのTMセンサーは4バンドのデータを収集するMSSとはちがい7バンドのデータを収集可能だった。MSSよりも3つのバンドを多く持つことに加えてTMデータはより解像度が高いデータを収集でき、MSSの分解能が79m-82mであるのに対して、TMのバンド1～5とバンド7は空間分解能が30mであった。熱赤外バンドであるバンド6は最大空間分解能が120mであった。なお、ランドサット5号は4号と同じ仕様のバックアップ衛星であったが、その後25年間に渡って運用が続けられた。

## 註
1. 1 2  “Landsat 4 History”.   United States Geological Survey. 2013年8月18日閲覧。
2. 1 2  “The Landsat Program – History – Landsat 4”.   National Aeronautics and Space Administration. 2013年8月18日閲覧。
3. ↑  Hansen, Kathryn (2009年3月2日). “Earth-Observing Landsat 5 Turns 25”.   NASA. 2013年8月18日閲覧。